# 게가재상과
게가재상과(Hippoidea)는 십각목 집게하목에 속하는 갑각류 상과의 하나이다. 3개 과가 알려져 있다. 모래 해변에 굴을 파고 숨어서 서식한다.

## 하위 분류
- 알부네아과 (Albuneidae)
- 게가재과 (Blepharipodidae)
  - 게가재속 (Blepharipoda) - 게가재(B. liberata) 포함
  - 북방게가재속 (Lophomastix) - 북방게가재(L. japonica) 포함
- 모래파기게과 (Hippidae)